# 流造

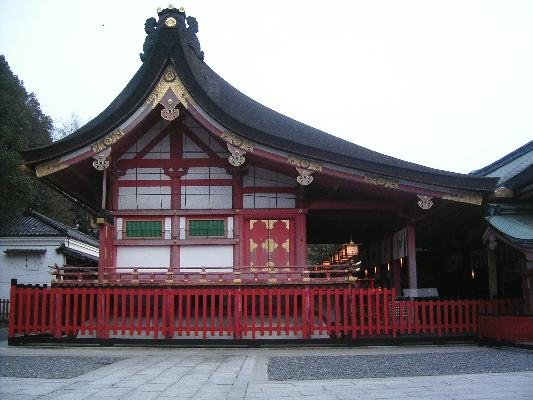
側面から見た流造社殿、右が正面（向拝）
伏見稲荷大社（京都府京都市伏見区）

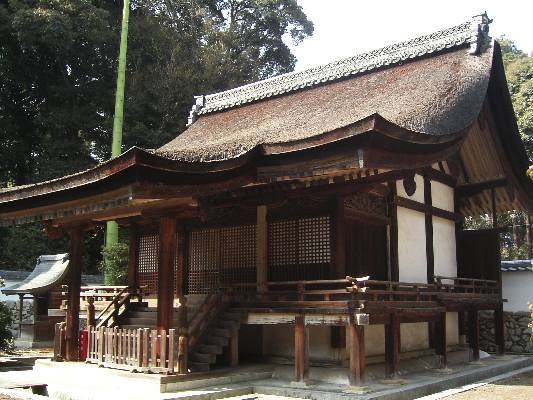
滋賀・園城寺新羅善神堂（国宝）、三間社流造、一間向拝付き

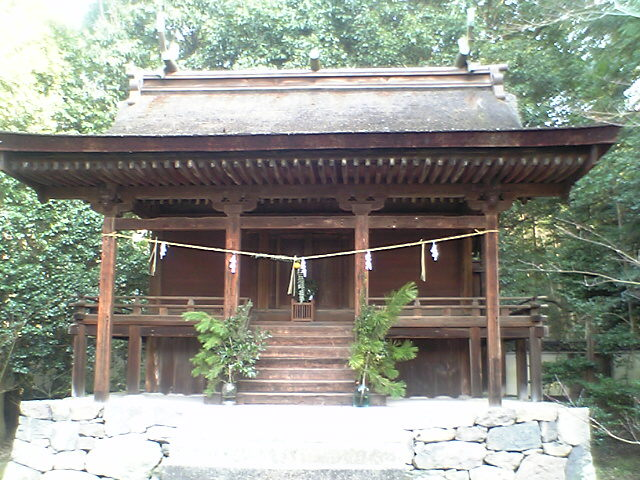
香川・神谷神社（かんだにじんじゃ）本殿（国宝）、三間社流造

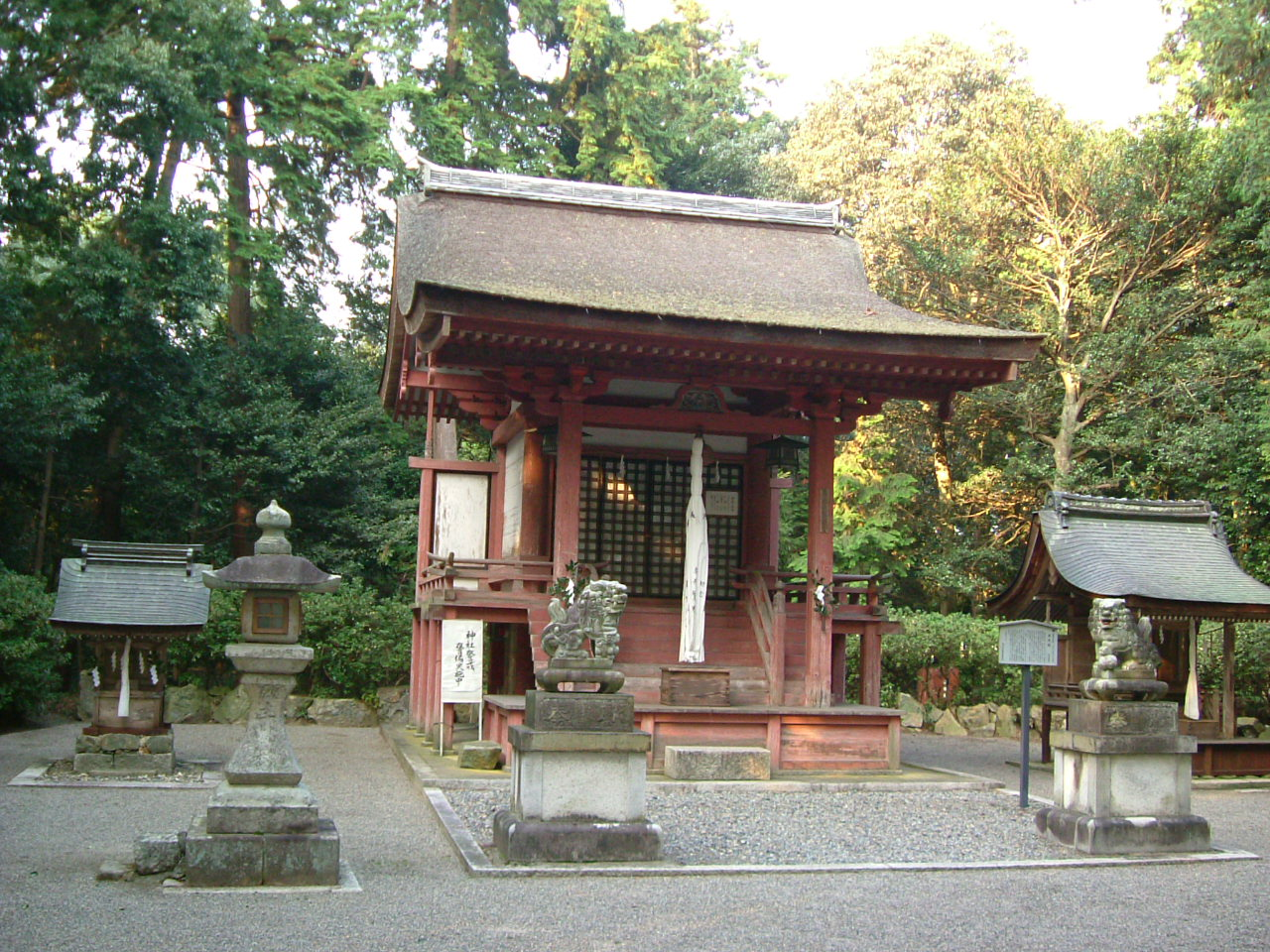
一間社流造、正面から
苗村神社（滋賀県）

流造（ながれづくり）は、日本の神社建築様式の1つである。

## 概要
賀茂別雷神社（上賀茂神社）、賀茂御祖神社（下鴨神社）に代表される流造は、伊勢神宮に代表される神明造から発展し、屋根が反り、屋根が前に曲線形に長く伸びて向拝（こうはい、庇）となったもの。全国で最も多い神社本殿形式である。

## 構造
流造の構造は、切妻造・平入であるが、側面から見た屋根形状は対称形ではなく、正面側の屋根を長く伸ばす。屋根には大社造同様の優美な曲線が与えられる。この点で直線的な外観の神明造と異なる。

### 屋根
神明造と異なり、茅葺に限らず杮葺、檜皮葺、銅板葺など幅広い。
側面の破風は懸魚などで装飾され、優美な曲線を描く。
屋根の勾配はきつくなく、前面に長く流れるように伸びる蓑甲（みのこう）から向拝にかけての曲線を強調する。

### 柱
身舎（もや）の柱は丸柱、向拝は角柱とする。
桁行（正面）の柱間が1間（柱が2本）であれば一間社流造、3間（柱が4本）であれば三間社流造という。

### 床
土台の高さに浜床、階段上に母屋床をはる。

## 流造の歴史
神明造の発展型であることから歴史は浅く、現存する最古のものは宇治上神社本殿で、平安時代後期の建築である。
なお2008年（平成20年）には、金貝遺跡（滋賀県東近江市）において8世紀後半-9世紀前半の掘立柱の三間社流造の本殿跡遺構が見つかっており、国内最古級の例として注目される。